# Nowa TV Kielce
Nowa TV Kielce – telewizja miejska działająca w ramach sieci telewizji kablowej Vectra. Nadaje lokalny program skierowany do mieszkańców Kielc.
Powstała w 1993 roku pod nazwą TV Kielce, jako część TV Dami. 2 listopada 2007 r., ze względu na brak porozumienia z siecią Vectra, w ramach której TV Kielce działała, stacja wstrzymała nadawanie na kilka dni. Wznowiła je od 5 listopada z pewnymi ograniczeniami. 28 grudnia 2007 r. po dwóch latach działalności zakończyła nadawanie. Po jakimś czasie została wznowiona emisja. Działa do tej pory pod nazwą Nowa TV Kielce

## Programy NTV Kielce
- Wiadomości Kieleckie – nadawane co godzinę, wydania premierowe: poniedziałek-piątek, godzina 17:30; prowadzą Monika Gałązka, Anna Ciułek, Kamila Petrus, Marzena Tkacz i Jacek Kurpeta
- Sport – serwis informacyjny o najważniejszych wydarzeniach sportowych z udziałem kieleckich zespołów; wydania premierowe: w poniedziałek i czwartek po Wiadomościach Kieleckich; prowadzą Monika Gałązka i Darek Chojnacki
- Żyj Zdrowo - program o zdrowym stylu życia prowadzony przez Sebastiana Kozubka
- Polska Siatkówka - relacje z siatkarskich aren sportowych z całej Polski; wydanie premierowe w środy
- Twoje Kielce - magazyn społeczno-kulturalny; prowadzą Kamila Petrus i Marzena Tkacz
- Kwadrans Polityczny – wywiady z najważniejszymi politykami regionu; prowadzący Jacek Kurpeta, Kamila Petrus i Marzena Tkacz
- Wieści Marszałkowskie - relacje z Urzędu Marszałkowskiego; wydania premierowe w środy
- Kielce Nasza Duma – magazyn informacyjny miasta Kielce przygotowywany przez Internetową Telewizję Kielce; wydania premierowe w piątki
- Co w Kielcach piszczy? – informator kulturalny miasta Kielce
- Sienkiewka – autorski program Kamili Petrus, która w każdy wtorek na kieleckim deptaku lub w galeriach handlowych przepytuje kielczan; wydanie premierowe we wtorki po Wiadomościach Kieleckich
- ImpreCKa - relacje z imprez odbywających się w kieleckich klubach

Ponadto nadawane są reportaże z Kielc oraz wspólne pasmo ogólnopolskie

## Skład redakcji
- Andrzej Kazanowski - redaktor naczelny
- Monika Gałązka – zastępca redaktora naczelnego; dziennikarz, prezenter; prowadzi Wiadomości Kieleckie i czwartkowe wydanie Sportu
- Anna Ciułek – dziennikarz, prezenter; prowadzi Wiadomości Kieleckie; specjalistka od funduszy unijnych; autorka programu o Kapitale Ludzkim pt. "Człowiek to najlepsza inwestycja"
- Marzena Tkacz – dziennikarz, prezenter; prowadzi Wiadomości Kieleckie i rozmowy polityczne; autorka programu "Wieści Marszałkowskie"
- Kamila Petrus – dziennikarz, prezenter; prowadzi Wiadomości Kieleckie i rozmowy polityczne; autorka magazynu przechodnia pt. "Sienkiewka"
- Jacek Kurpeta – dziennikarz, prezenter; prowadzi Wiadomości Kieleckie i rozmowy polityczne
- Darek Chojnacki – dziennikarz sportowy, prezenter; prowadzi poniedziałkowe wydanie Sportu; autor magazynu "Co w Kielcach piszczy?" i "Fenomen Kielce Muzyka"
- Sebastian Kozubek – dziennikarz sportowy; autor programu "Żyj Zdrowo"

### Technicy
- Marcin Kosmala - operator kamery i montażysta
- Sebastian Siekański - operator kamery i montażysta
- Robert Mach - operator kamery i montażysta
- Krzysztof Jankowski - operator kamery i montażysta
- Dariusz Bogdan – operator kamery
- Tomasz Ciok - grafik i administrator portalu
- Piotr Domagała - grafik i administrator portalu